# Le galline selvatiche e la vita
Le galline selvatiche e la vita (Die Wilden Hühner und das Leben) è un film tedesco del 2009 diretto da Vivian Naefe.
Il film è un adattamento della serie letteraria per adolescenti Die Wilden Hühner di Cornelia Funke che è già stata oggetto di due precedenti adattamenti, il film infatti è un sequel di Galline da salvare del 2006 e Le galline selvatiche e l'amore del 2007, ed è il terzo ed ultimo capitolo della trilogia. Il film è ambientato durante una gita scolastica come nel secondo volume della serie di libri, ma a parte il tema del viaggio, il libro e il film non hanno nulla in comune.

## Trama
Le "Galline selvatiche" stanno lentamente superando i loro anni da banda giovanile e devono affrontare le preoccupazioni di crescere al margine di un'ultima grande gita scolastica prima del diploma. Wilma vuole davvero lavorare nel cinema per diventare una grande attrice, i genitori di Torte si stanno trasferendo in Danimarca e quindi deve dire addio ai suoi amici, Frieda si è segretamente innamorata dell'ex fidanzato di Melanie, Willi, mentre Melanie teme di essere incinta di lui, Trude ha una difficile relazione a distanza, Sprotte e Fred sono nei guai, e anche la madre di Sprotte, Sybille, che è anche l'autista dell'autobus, ha un problema urgente da risolvere. Le ragazze ancora una volta si godono la loro infanzia spensierata con tanto divertimento e molti scherzi nell'ostello della scuola, ma allo stesso tempo maturano la consapevolezza che i cambiamenti fanno parte della vita, e ad un certo punto arriva il momento di "lasciarsi andare". Con i "pulcini selvatici" la prossima generazione è già alle porte.

## Riconoscimenti
- 2009 – New Faces Award
  - Premiata l'intera trilogia

## Sequel
Dopo la fine della trilogia di film, era prevista una serie TV sulle "Galline selvatiche". A tale scopo furono introdotti i "pulcini selvatici", che apparivano anche in altri ruoli nei libri, che avrebbero vissuto ogni sorta di avventure  come nuove e più giovani "galline selvatiche". Alla fine, la serie non è mai stata realizzata.